# Оглторп, Джеймс
Джеймс Оглторп (англ. James Edward Oglethorpe; 22 декабря 1696, Суррей — 30 июня 1785, Эссекс) — британский генерал, депутат парламента, основатель колонии Джорджия.
Известен также как социальный реформатор, автор плана переселения представителей бедных слоёв населения Великобритании, в первую очередь узников долговых тюрем, в Новый Свет.

## Биография
В 1714 году он поступил в оксфордский колледж Corpus Christi, но в том же году вступил в армию Евгения Савойского, вскоре став его адъютантом и отличившись в кампании против турок в 1716—1718 годах.
В 1722 году был избран депутатом парламента, выступал за улучшение условий жизни военных моряков на кораблях английского флота, а также заключённых долговых тюрем, одновременно активно продвигая идею основания на североамериканском континенте новых колоний, которые можно было бы населить неплатёжеспособным населением Англии и угнетаемыми протестантами из континентальной Европы. В 1728 году ему удалось провести в парламенте закон о реформе долговых тюрем, а в 1730 году — получить разрешение на основании новой колонии в Америке.
Первая группа колонистов во главе с самим Оглторпом отправилась на территорию современного американского штата Джорджия в 1732 году, прибыв в конце этого года на территорию нынешней Южной Каролины и основав первое поселение в будущей Джорджии 12 февраля 1733 года, заключив договор с индейским племенем ямакроу. 21 февраля 1734 года Оглторп основал первую в Джорджии масонскую ложу (по некоторым сведениям, первая ложа в Северной Америке).
В 1739—1742 годах Оглторп возглавлял британские и союзные им индейские войска в кампании против Испанской Флориды, бывшей частью Войны за ухо Дженкинса и, соответственно, Войны за австрийское наследство. Он командовал собственным полком и армией во время множества успешных рейдов на испанскую территорию, отстоял форт Фредерика, однако в 1740 году не сумел взять форт Сан-Августин. Современными историками он часто оценивается как плохой военачальник, однако когда в 1742 году испанцы вторглись в Джорджию с территории Флориды, а Оглторп сумел разбить их войска в битве при Блади-Марш, в Англии он стал считаться героем и, вернувшись на родину год спустя, стал регулярно получать повышения по военной службе; он продолжил карьеру в парламенте и одновременно занимался организацией набора войск для отправки в Джорджию с целью её защиты от испанцев.
В 1745 году он участвовал в подавлении Второго якобитского восстания и, в частности, в преследовании мятежников у Шапа, но из-за плохой погоды прервал преследование на одну ночь, благодаря чему якобиты смогли бежать в Шотландию. За этот поступок Оглторп был предан суду; в итоге его оправдали и даже присвоили звание генерала, но никогда более не давали командовать войсками.
За несколько месяцев до своей смерти в 1785 году он предпринял поездку в ставшие независимыми Соединённые Штаты Америки в качестве первого британского посланника.
В честь Джеймса Оглторпа назван Оглторпский университет.